# Ottendorf (Gemeinde Großmugl)
Ottendorf ist ein Dorf im  westlichen Weinviertel in Niederösterreich wie auch Ortschaft und Katastralgemeinde der Gemeinde Großmugl im Bezirk Korneuburg.

## Geografie
Der Ort befindet sich etwa 33 Kilometer nordwestlich vom Stadtzentrum von Wien und 15 km südöstlich von Hollabrunn. Er liegt etwa 2 km östlich von Großmugl auf etwa 220 m ü. A. Höhe in den Südausläufern der Leiser Berge am Mühlberg (271 m ü. A.). Hier mündet der Mühlbach von Herzogbirbaum in den Ottendorfer Bach, der dann dem Mugler Bach zufließt.
Die Ortschaft umfasst etwa 50 Gebäude mit um die 90 Einwohnern. Dazu gehört auch die Mauknermühle südlich des Orts. Die Gesamtfläche der Katastralgemeinde beträgt 352 Hektar.
Der Ort erstreckt sich unterhalb der heutigen Landesstraße L 27 (Abschnitt  L 25 in Großmugl über Herzogbirbaum – Nursch – Merkersdorf zur Mistelbacher Straße B 40 nächst Ernstbrunn).
Nachbarorte, -ortschaften und -katastralgemeinden
|             | Herzogbirbaum                               | Nursch ∗                            |
| Großmugl    | Kompassrose, die auf Nachbargemeinden zeigt | Maisbirbaum (Gem. Ernstbrunn)       |
| Roseldorf ∗ | Streitdorf (Gem. Niederhollabrunn)          | Bruderndorf (Gem. Niederhollabrunn) |

∗ KG Roseldorf und Nursch grenzen nicht direkt an

## Geschichte
Ottendorf ist schon 1294, anlässlich der Pfarrerhebung von Herzogbirbaum, erstmals erwähnt. Zu Ottendorf gehörte auch der Ort Blindendorf. Dieser war schon im späteren 19. Jahrhundert vollständig verfallen. Laut Adressbuch von Österreich waren im Jahr 1938 in der Ortsgemeinde Ottendorf ein Gastwirt mit Gemischtwarenhandlung, eine Mühle, ein Schmied und zahlreiche Landwirte ansässig.

## Kultur und Sehenswürdigkeiten

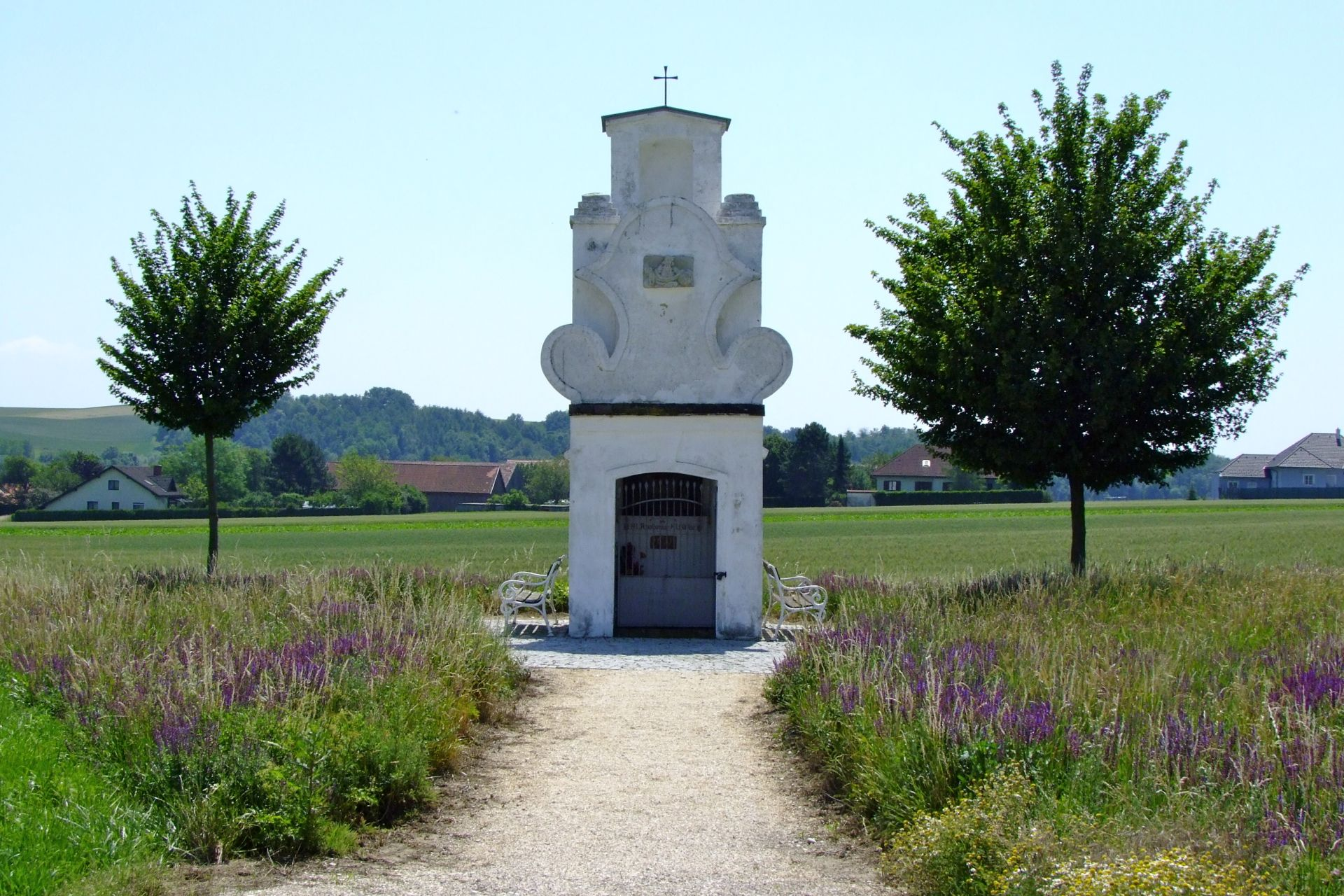
Apolloniakapelle (mit Ottendorf und dem Mühlberg im Hintergrund)

- Ortskapelle Hll. Petrus und Paulus: 1969 errichtete Kleinkirche; untersteht der Pfarre Herzogbirbaum[3]
- Apolloniakapelle: Bildstock des Barock (1611 bezeichnet) mit monumentalem Aufsatz; an der Straße nach Herzogbirbaum (steht unter Denkmalschutz)

Großmugl hat sich 2009 als Sternenlichtoase im Sinne der UNESCO-Konvention zum „Recht auf Sternenlicht“ erklärt. Das ganze Gemeindegebiet betreibt aktiven Schutz vor Lichtverschmutzung.

## Nachweise
- 31204 – Großmugl. Gemeindedaten der Statistik Austria

1. ↑  die Zufahrt zum Ort ist als L1092 ausgewiesen – dass diese zweimal 300 Meter lange Straße eine Landesstraße ist, hat rein historische Gründe
2. ↑  Adressbuch von Österreich für Industrie, Handel, Gewerbe und Landwirtschaft, Herold Vereinigte Anzeigen-Gesellschaft, 12. Ausgabe, Wien 1938 PDF, Seite 388
3. ↑  Filialkapellen der Pfarre Herzogbirbaum: Kapelle Ottendorf, pfarre-herzogbirbaum.at